# 팝마트
팝마트(Pop Mart)는 베이징시에 본사를 둔 중국의 장난감 회사이다. 이 회사는 "블라인드 박스" 형식으로 수집용 장난감과 피규어를 판매하는 것으로 알려져 있다. 이들은 라부부와 같은 자체 IP 장난감뿐만 아니라 디즈니 캐릭터, 파워퍼프걸, 해리 포터 등 공동 브랜드 프로모션을 통해 장난감을 제공한다.
파이낸셜 타임스는 이 회사를 "중국의 젊고 부유한 소비자들 사이에서 장난감 구매를 유행하는 감식안으로 격상시킨" 회사이자, "디자이너 장난감 시장을 창조한 공로를 인정받은" 회사로 묘사했다.
매출의 약 절반은 오프라인 매장에서 발생하며, 나머지는 온라인에서 발생한다. 이 회사는 또한 마케팅 전략의 일환으로 소셜 미디어 및 장난감 거래 앱을 운영한다. 이 회사의 장난감은 중고 시장에서 수집가들에게 판매되는 것으로 유명하며, 벤처 캐피털 회사들이 중고 제품에 투자한 사례도 있다.

## 역사
이 회사는 2010년 중화인민공화국에서 왕닝에 의해 설립되었다. 브랜드의 초기 마케팅 전략은 중국의 청년 문화 트렌드에 관여하여 위안 29에서 89 사이의 가격으로 장난감을 판매했다. 시간이 지나면서 이 나라는 288개의 매장과 1800개의 자동 판매기로 성장했다. 블라인드 박스 형식의 성공은 2020년 홍콩 증권거래소에 6억 7,600만 달러 상당의 상장을 이끌었고, 당시 시가총액은 70억 달러에 달했으며, 상장 첫날 주식 가치가 두 배로 뛰었다. 그러나 매출 성장이 둔화되고 주가는 공모가 아래로 미끄러졌다.
이 회사는 이후 중국 본토 시장을 넘어 성장 전략을 확장했으며, 파이낸셜 타임스는 2022년에 40~50개의 해외 매장을 열 계획이라고 보도했다. 2022년에는 미국, 뉴질랜드, 호주, 대한민국, 타이완, 영국으로 처음 확장했다. 2023년에는 말레이시아와 프랑스로 확장했다. 2024년에는 필리핀 매장을 열었다. 일부 주식 분석가들은 이 회사가 서양으로 확장할 능력에 대해 회의적인 시각을 표명했지만, 회사 경영진은 해당 성장 시장 개발이 회사의 '가장 중요한 개발 목표'이며, 회사의 제품 제공이 기존 서양 시장과 차별화된다고 주장했다.
이 회사의 성공은 중국에서 수많은 모방 블라인드 박스 장난감 회사들을 탄생시켰다.

## 제품 및 매장
중국에서는 장난감이 일반적으로 각 59~69 위안에 "블라인드 박스" 형식으로 판매되며, 이는 "희귀한 수집품을 확보하려는 고객들의 반복 구매를 유도"하는 것으로 평가된다. 중국 고객은 일반적으로 부유한 10대 및 젊은 성인이다.
이 회사는 디자이너 및 예술가들과 협력하여 캐릭터를 개발한다. 2021년에는 미국 예술가 키스 해링을 테마로 한 컬렉션을 출시했으며, 몽클레르와도 협력했다. 주요 캐릭터로는 Pucky, Ayan, Skullpanda가 있다.
몬스터 시리즈 중 라부부와 지모모와 같은 일부 제품군은 2024년 대한민국 걸그룹 블랙핑크 멤버 리사가 인스타그램 계정에 인형을 들고 있는 사진을 올리면서 인기를 얻었다.
2025년에는 라부부와 스컬판다 같은 캐릭터들이 이끄는 봉제 인형 부문이 전년 대비 1,200% 이상의 매출 성장을 기록하며 팝마트 총 수익의 21% 이상을 차지했다.

### 블라인드 박스
팝마트는 블라인드 박스 덕분에 성장하고 확장했다. 연구에 따르면 희소성은 경쟁 심화를 초래하며, 팝마트의 가장 인기 있는 제품의 "블라인드" 측면은 "인위적인 희소성" 환경을 조성하여 연구자들은 이를 회사의 전 세계적인 성공에 기여하는 것으로 추정했다. 2023년에만 팝마트는 1억 6,500만 달러의 순이익을 올렸다고 밝혔는데, 주요 수익은 스컬판다, 몰리, 디무와 같은 인기 캐릭터의 블라인드 박스에서 나왔다. 연구자들은 블라인드 박스 성공의 이유를 "군중 심리"와 "도박꾼 심리"와 같은 심리적 요인에 돌린다. 또한 성공은 대부분의 소비자가 밀레니얼 세대와 Z세대라는 사실에 기인하며, 연구자들은 젊은 세대가 물질적 대상에 더 큰 애착을 가지고 결과적으로 블라인드 박스의 목표 고객층이라고 추측한다.

### 주요 예술가 및 캐릭터

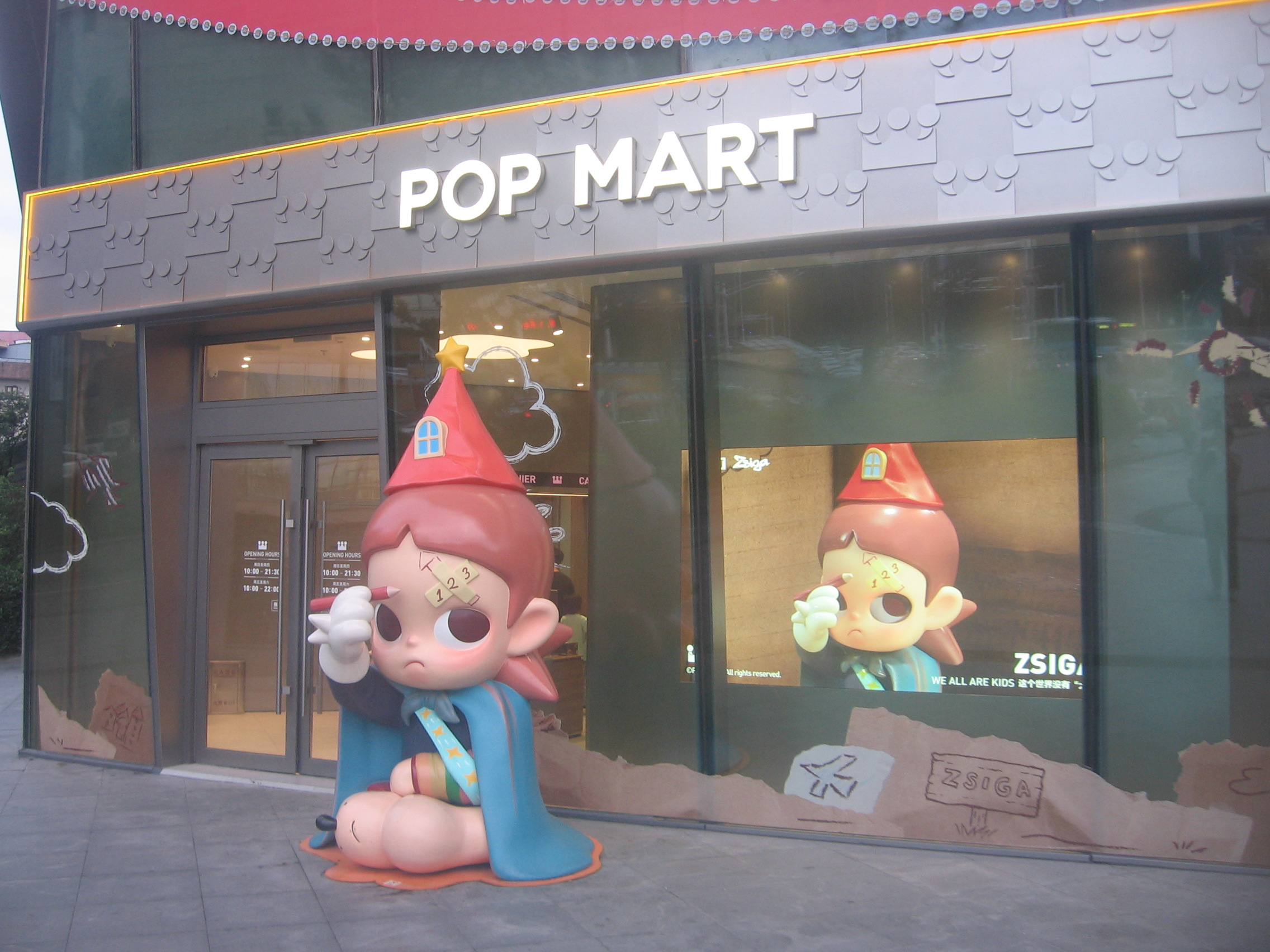
중화인민공화국 장쑤성 전장시의 팝마트 매장.

예술가들은 팝마트 웹사이트에 표시된 순서대로 나열되어 있다.
| 예술가        | 캐릭터 또는 제품 | 거주지                          |
| ------------- | ---------------- | ------------------------------- |
| 쿨레인 & 라보 | 쿨라보           | 대한민국                        |
| 랑            | 히로노           | 베이징 (중화인민공화국)         |
| 슝먀오        | 스컬판다         | 중국 본토                       |
| 아얀 덩       | 디무             | 중국 본토                       |
| 케니 웡       | 몰리             | 홍콩 (중화인민공화국)           |
| 필립 콜베르   | 랍스터 랜드      | 런던 (잉글랜드)                 |
| 투 클라우즈   | 아주라           | 해당 없음                       |
| 퍼키          | 퍼키             | 홍콩 (중화인민공화국)           |
| 이슬기        | 새터 로리        | 대한민국                        |
| 오쿠보 히로토 | 인스팅토이       | 일본                            |
| 카싱 렁       | 더 몬스터즈      | 벨기에                          |
| 요요 영       | 요키             | 런던 (잉글랜드)                 |
| 리비 프레임   | 피치 라이엇      | 로스앤젤레스, 캘리포니아 (미국) |
| 몰리          | 크라이베이비     | 홍콩                            |

### 매장
이 회사는 직원이 있는 매장과 "로봇숍"으로 알려진 자동 판매기를 모두 운영한다. 미국에는 37개의 직원이 있는 매장(2025년 6월 기준)과 52개의 "로봇숍"이 있다.

### 앱
이 회사는 제품 홍보를 위한 소셜 미디어 앱을 출시했다. 2021년 12월에는 미국에서 팝마트 글로벌을 출시했다.

## 법률 및 공공 문제
중화인민공화국 내에서 이 회사는 규제 기관이 8세 미만 아동에 대한 미스터리 박스 판매를 금지하고, 나이가 많은 아동에 대해서는 보호자의 동의를 요구하면서 국내 규제 압력을 받았다. 싱가포르에서는 내무부가 미스터리 박스에 대한 S$100 상한선을 제안했다.